# Primeira Batalha do Aisne

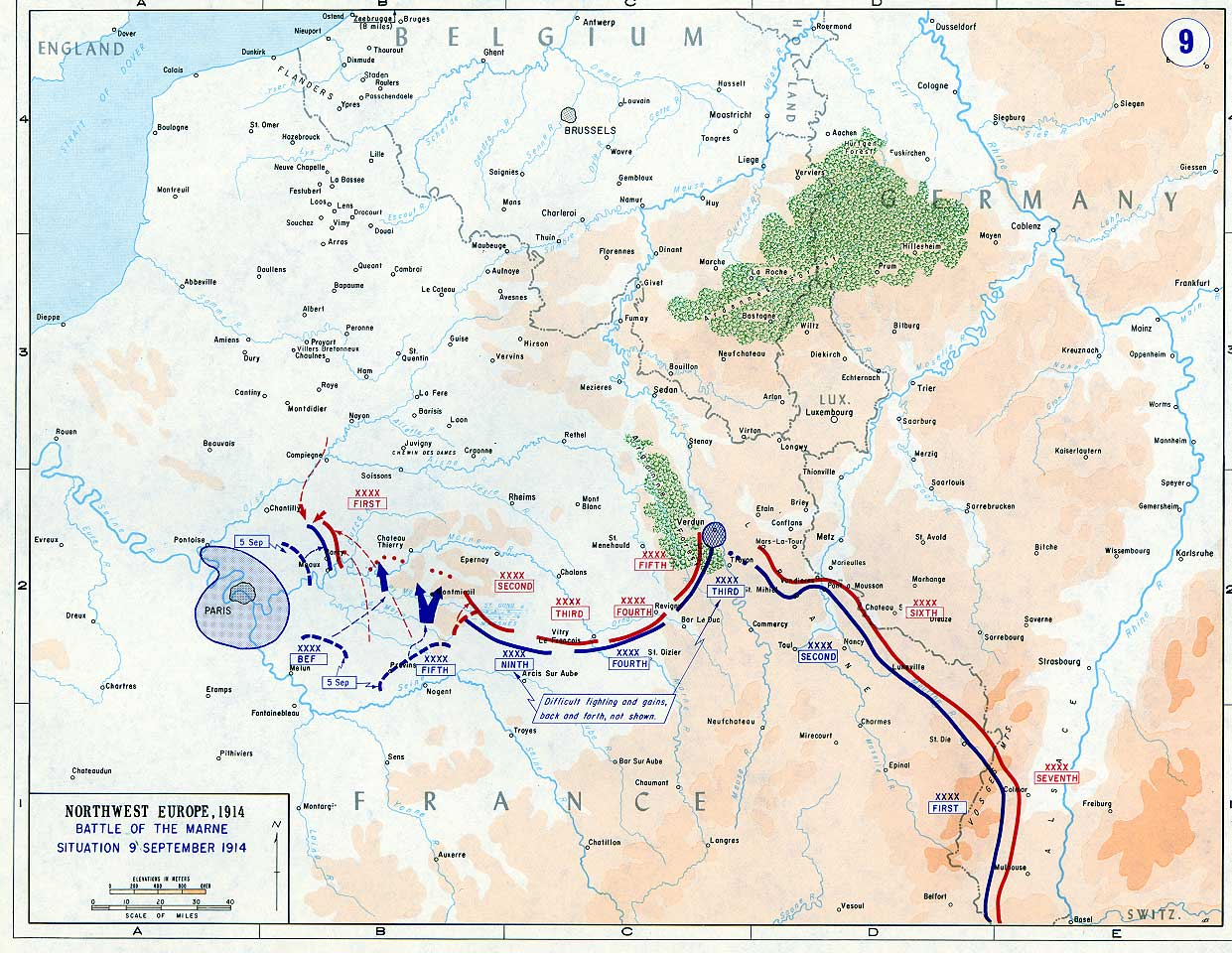
Primeira Batalha do Marne

A Primeira Batalha do Aisne (francês: 1re Bataille de l'Aisne) de 12 a 20 de setembro de 1914, desenvolveu-se como resultado da retirada do exército alemão ocidental após a derrota no Marne. Foi a primeira batalha da Primeira Guerra Mundial em que as tropas tiveram que se defender não apenas dos ataques, mas também nas trincheiras por causa do fogo de artilharia pesado. A batalha marca o início da guerra de trincheiras na Frente Ocidental.
Na primeira fase da batalha de 12 a 15 de setembro, divisões alemãs com 680 000 homens enfrentaram cerca de 720 000 aliados. O comandante-em-chefe francês, marechal Joseph Joffre, pressionou o 5º e 9º Exércitos para perseguir o 2º Exército alemão, a Força Expedicionária Britânica de 80 000 homens sob o comando do general Sir John French operando no meio desempenhou um papel central na batalha - seus três corpos atacaram entre Soissons - Vregny - Vailly para Bourg et Comin contra o estrategicamente importante Planalto Chemin des Dames. Após a segunda fase de 15 a 20 de setembro o exército alemão envia mais tropas para Reims, fizeram que o número de aumentasse para cerca de 720 000 homens, o que equilibrou a frente de Aisne.

## Consequências
Ambos os lados permaneceram teimosamente em silêncio sobre as pesadas perdas na Batalha do Aisne e pode-se supor que elas foram muito altas, como na Batalha do Marne. Depois que a tentativa de Joseph Joffre de romper o Aisne falhou, ele teve dois comandantes do exército e sete comandantes de corpo substituídos, e outros 33 comandantes seniores que não estavam mais familiarizados com o comando moderno das tropas foram demitidos. Já em 14 de setembro, o Kaiser Guilherme II, decidiu substituir chefe do comando do exército, General Helmuth Johannes Ludwig von Moltke, por Erich von Falkenhayn. Falkenhayn, o novo chefe do comando do exército, viu a frente de Aisne como suficientemente estável e imediatamente começou a mover o 4º Exército para Flandres em 25 de setembro para iniciar a corrida para o mar à frente das tropas da Entente.
No início de outubro de 1914, a força geral das tropas na Frente Ocidental também havia sido equilibrada - 85,5 divisões aliadas agora enfrentavam 84 divisões alemãs. A luta para formar a frente do Mar do Norte agora determinava o novo foco da continuação da guerra.
Entre 6 e 13 de novembro, os franceses fizeram as últimas tentativas de conquistar o planalto entre Ostel e Braye, mas a feroz resistência alemã em La Cour-Soupir e Chavonne impediu essa intenção. A partir de meados de novembro de 1914, a frente do Chemin des Dames estagnou em uma guerra de trincheiras. A frente no Aisne permaneceu inalterada nos próximos anos da guerra até a primavera de 1918. Somente em abril e junho de 1917, durante a "Ofensiva de Nivelle" no Aisne, houve novos ataques em massa franceses (2ª Batalha do Aisne), que as tropas alemãs conseguiram repelir novamente.